# Conservatisme autoritaire
Le conservatisme autoritaire est une idéologie politique qui cherche à maintenir l'ordre, la tradition et la hiérarchie, souvent par la répression forcée des ennemis radicaux et révolutionnaires tels que les communistes, les nazis et les anarchistes. Les mouvements et régimes conservateurs autoritaires ont inclus le Kuomintang sous Tchang Kaï-chek en Chine, le Metaxisme en Grèce et le Franquisme en Espagne.
Bien que le concept d'autorité ait été identifié comme un principe fondamental du conservatisme en général, le conservatisme autoritaire n'est qu'une des nombreuses formes différentes de conservatisme. Cela contraste avec le conservatisme libertaire, qui est la forme de conservatisme la plus répandue aux États-Unis.

## Idéologie

### Racines historiques
Les deux ancêtres philosophiques du conservatisme, Edmund Burke et Joseph de Maistre, ont inspiré deux formes distinctes de conservatisme. Alors que le premier était enraciné dans une tradition whig plus libertaire, le second était ultramontain, ultra-royaliste et finalement autoritaire.

### Exposants modernes
Le théoricien politique allemand Carl Schmitt prônait un conservatisme autoritaire. Désigné comme « un observateur et un analyste aigu des faiblesses du constitutionnalisme libéral » par l'Encyclopédie de philosophie de Stanford, Schmitt était un critique de la démocratie parlementaire, du libéralisme et du cosmopolitisme. Il a développé une théologie politique autour de concepts tels que la souveraineté, affirmant que « le souverain est celui qui décide de l'exception » et plaidant pour un pouvoir présidentiel dictatorial qui pourrait sortir de l'État de droit dans un état d'exception.
Le traditionaliste ésotérique italien Julius Evola est un autre philosophe conservateur autoritaire et influent.

## Relation avec le fascisme

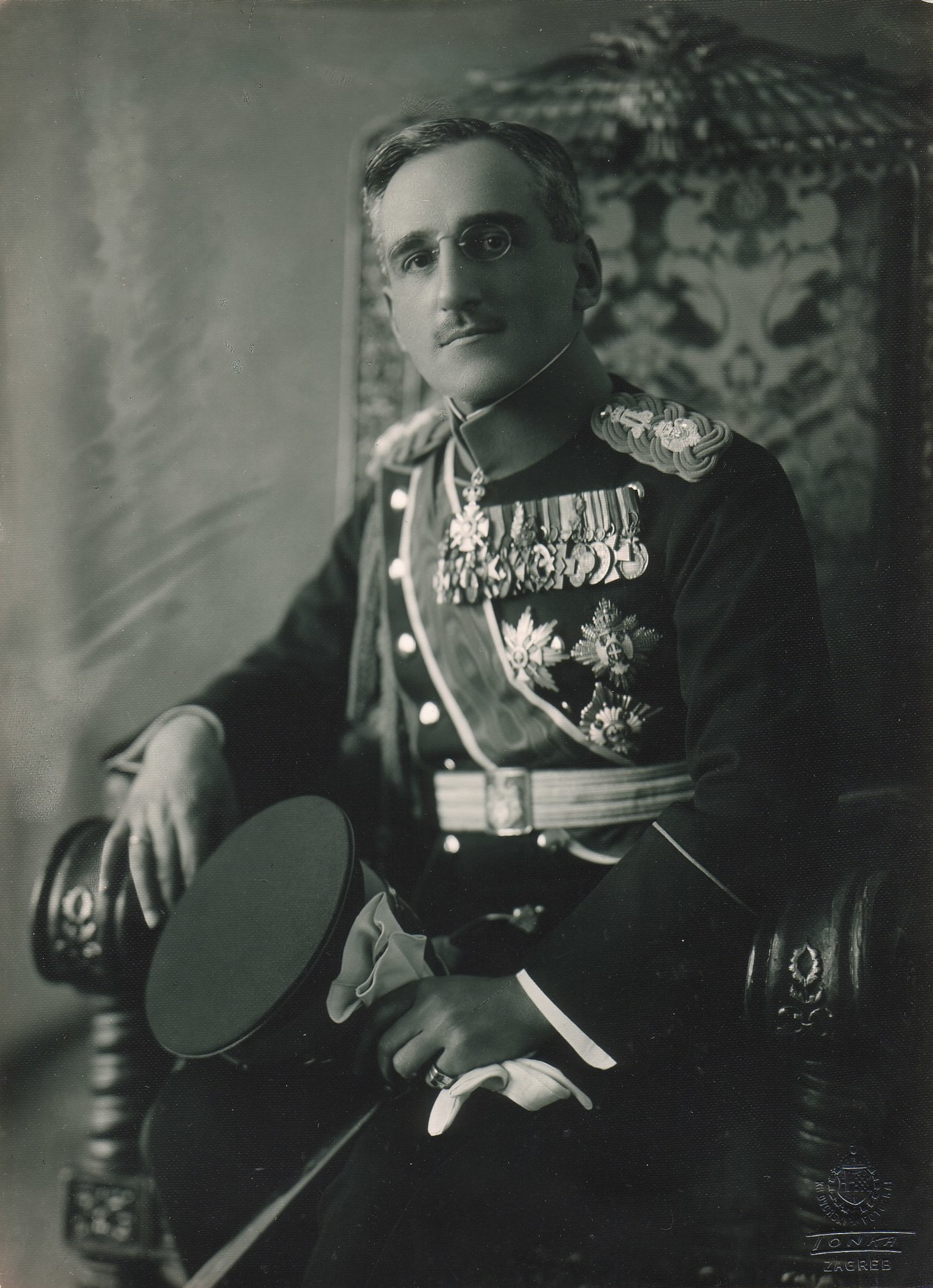
Le roi Alexandre Ier de Yougoslavie (1888-1934), symbole d'un conservatisme autoritaire serbe-yougoslave, fut assassiné par les fascistes croates.

Les mouvements conservateurs autoritaires étaient importants à la même époque que le fascisme, avec lequel ils se heurtaient souvent. Bien que les deux idéologies partageaient des valeurs fondamentales telles que le nationalisme et avaient des ennemis communs tels que le communisme et le matérialisme, il existait néanmoins un contraste entre la nature traditionaliste du conservatisme autoritaire et la nature révolutionnaire, palingénétique et populiste du fascisme et les régimes conservateurs autoritaires réprimaient les mouvements fascistes et nazis émergents. L'hostilité entre les deux idéologies est mise en évidence par la lutte pour le pouvoir en Autriche, marquée par l'assassinat de l'homme d'État ultra-catholique Engelbert Dollfuss par les nazis autrichiens. De même, les fascistes croates assassinèrent le roi Alexandre Ier de Yougoslavie.
Edmund Fawcett explique la différence entre le fascisme et le conservatisme autoritaire comme suit :

« Le fascisme, pour schématiser, est une forme de totalitarisme. Elle impose un contrôle sur tous les aspects de l’État, de la société, de l’économie et de la vie culturelle. Il fonctionne à travers un parti unique doté d’une idéologie globale, généralement dirigé par un leader charismatique prétendant parler au nom du peuple. Ses ennemis sont le pluralisme et la diversité. Le fascisme étouffe l’opposition par la violence et la peur et se stabilise en mobilisant l’engagement populaire. L'autoritarisme, en revanche, autorise des organismes économiques et sociaux indépendants, des formes de représentation limitée et un certain degré de liberté de religion. Son ennemi est la participation démocratique. Il étouffe également l’opposition par la violence et la peur, mais se stabilise en s’appuyant sur un acquiescement passif dans un compromis entre le calme social et la perte du rôle politique. Le fasciste est un non-conservateur qui pousse l’antilibéralisme à l’extrême. L’autoritaire de droite est un conservateur qui pousse la peur de la démocratie à l’extrême. »

Un terme utilisé par certains chercheurs est para-fascisme, qui fait référence à des mouvements et régimes conservateurs autoritaires qui adoptent certaines caractéristiques associées au fascisme telles que les cultes de la personnalité, les organisations paramilitaires, les symboles et la rhétorique sans s'engager dans des principes fascistes tels que la palingénésie, le modernisme et le populisme.

## Psychologie
La personnalité autoritaire de droite (PAD) est un type de personnalité qui décrit quelqu'un qui est très soumis à ses figures d'autorité, agit de manière agressive au nom desdites autorités et est conformiste dans sa pensée et son comportement. Selon le psychologue Bob Altemeyer, les individus politiquement conservateurs occupent souvent un rang élevé au PAD. Cette découverte a été reprise par Theodor W. Adorno dans The Authoritarian Personality (1950) basé sur le test de personnalité à l'échelle F. Une étude réalisée sur des étudiants israéliens et palestiniens en Israël a révélé que les scores PAD des partisans des partis de droite étaient nettement plus élevés que ceux des partisans des partis de gauche.